# عقاب ماهی‌خوار کوچک
عقاب ماهی‌خوار کوچک (نام علمی: Ichthyophaga humilis) نام یک گونه از سرده عقاب‌های ماهی‌خوار است.